# Meal (Shetland)

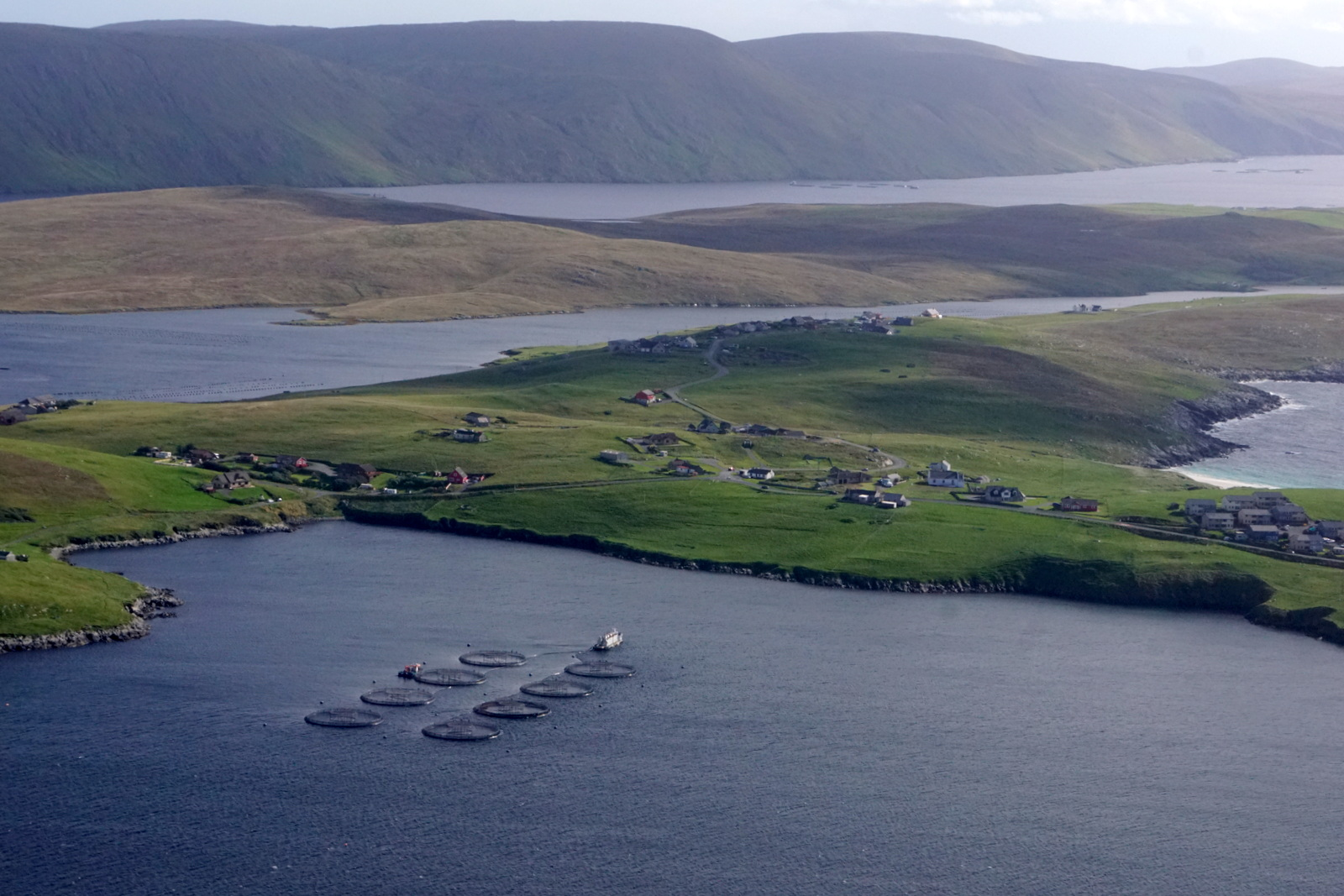
Meal aus der Luft

Meal ist eine Ortschaft, die im Südwesten der zu Schottland zählenden Shetlands liegt.

## Geographie
Meal (auch Meil) ist eine kleine Siedlung, die auf der Insel West Burra 500 Meter östlich von Hamnavoe im Südosten einer Meeresbucht liegt. Von Meal führen in Straßen südlicher Richtung nach Bridge End sowie nach Osten, über eine Brücke, auf die Insel Trondra.

## Historisches
Im Rahmen der historischen Gliederung Schottlands in Civil Parishes zählt Meal zu Lerwick.